# Большой Эльзасский канал
Большой Эльзасский канал (фр. Grand canal d'Alsace) — канал на востоке Франции, в Эльзасе.
Длина канала — всего около 50 км, но он играет важнейшую роль в судоходстве Эльзаса. Канал строился с 1932 года, с перерывом на Вторую мировую войну. Открытие канала произошло в 1959 году. Канал расположен между коммунами Камб и Фогельгрюн.
Большой Эльзасский канал обеспечивает доступ из Северного моря через Рейн для барж грузоподъёмностью до 5 тыс. тонн. Канал позволяет провести навигацию между Базелем и Страсбургом более 30 000 судов в год.

На канале кроме шлюзов построены четыре ГЭС. Электроэнергия с этих ГЭС поставляется в один из самых промышленно развитых регионов Франции и даже в Германию. Кроме того, канал обеспечивает достаточное количество воды в течение года для атомной электростанции в Фессенхайме, что позволило отказаться от строительства градирен.